# St. Ulrich (Amendingen)

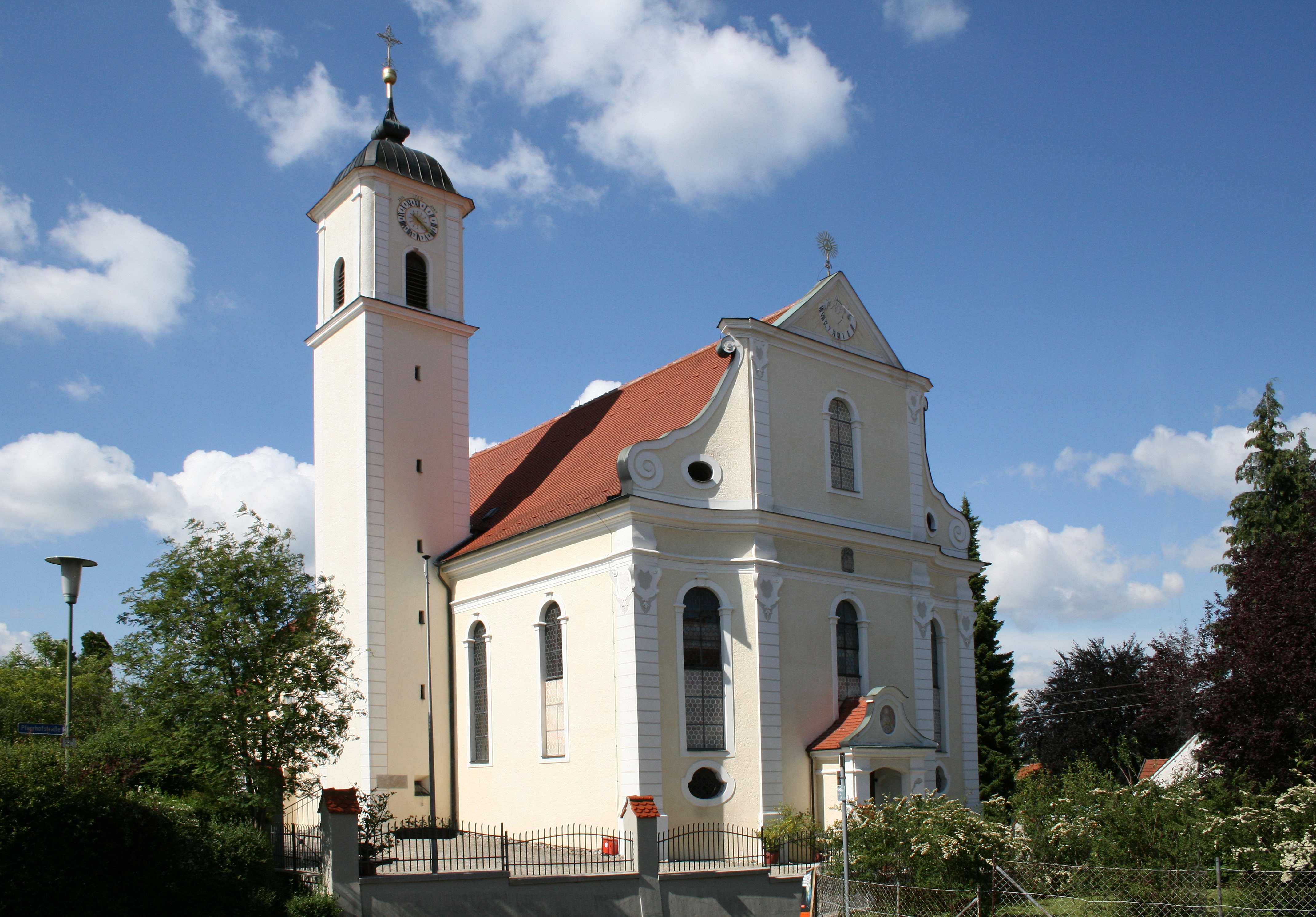
Kirche St. Ulrich in Memmingen

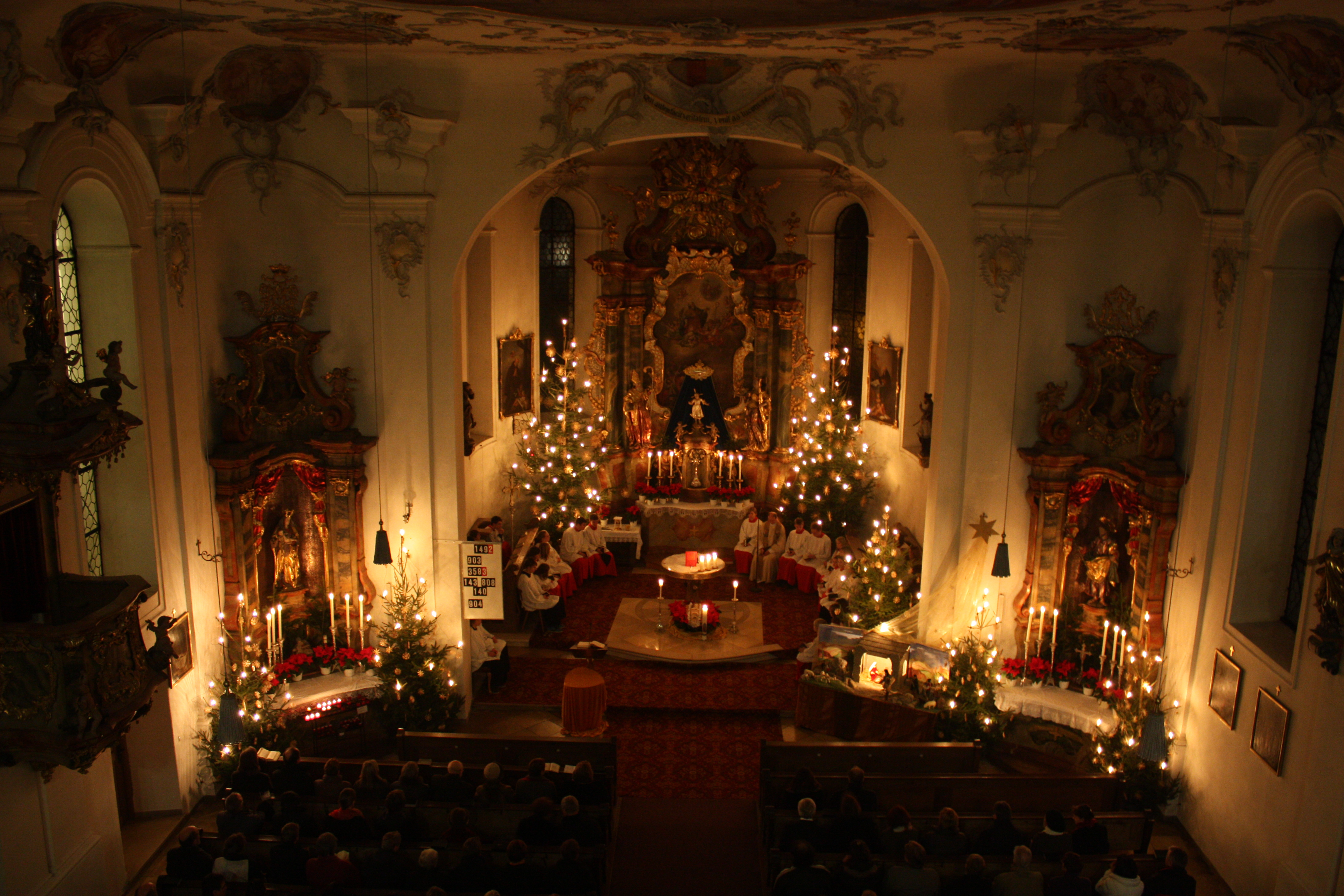
Blick von der zweiten Empore auf das Hauptschiff und in den Hochchor während der Christmette 2009

Die römisch-katholische Pfarrkirche St. Ulrich im Memminger Ortsteil Amendingen ist eine barocke Kirche des 18. Jahrhunderts. Schutzpatron ist der Augsburger Bischof Ulrich, dessen Patronatsfest am 4. Juli gefeiert wird. Die 1755 vollendete Saalkirche steht im Norden des Ortsteils, im sogenannten Altdorf, auf einer Anhöhe des Memminger Achtales und ist Station an der Oberschwäbischen Barockstraße.

## Lage und Umgebung
Die Kirche steht im nördlichen Teil des Ortsteils Amendingen im sogenannten Altdorf auf einer Anhöhe des Memminger Achtales. Sie ist umgeben von einer Stützmauer, die im Westen und Süden in eine Kirchhofmauer übergeht. Innerhalb dieser Kirchhofmauer steht westlich der Kirche die zu einer Kapelle umgebaute alte Leichenhalle, die eine Statue des gegeißelten Heilands enthält. Nördlich und nordöstlich schließen sich außerhalb der Pfarrhofmauer das Pfarrheim und das Pfarrhaus an. Von der alten Bebauung hat sich lediglich östlich ein schwäbischer Bauernhof erhalten. Die lockere Bebauung im Westen mit anderen Bauernhöfen unterhalb der Kirche wurde in den 1980er Jahren zugunsten eines Neubaugebiets mit Wohnbauten verdichtet. Im Norden schließt sich der Friedhof mit einer Aussegnungshalle an.

## Geschichte

### Vorgängerbauten
In fränkischer Zeit, etwa um das Jahr 800, wurde die erste Kirche in Amendingen errichtet, vermutlich als schlichter Bau aus Holz. Urkundlich erwähnt wurde die Pfarrei erstmals 1341, als Heinrich III. von Schönegg, Bischof von Augsburg, sie mit Zustimmung des Gegenpapstes Nikolaus V. in das zum Bistum Konstanz gehörende Kloster Rot an der Rot inkorporierte. Damit gehörte dem Kloster Rot der mit dem Patronatsrecht verbundene halbe Großzehnt. Im Jahr 1422 belegte Bischof Anselm von Nenningen die Pfarrei mit einem Interdikt, das zum Pfingstfest auf Bitte des Herzogs von Teck wieder aufgehoben wurde. 1477 kaufte die Kartause Buxheim die andere Hälfte des Großzehnt und damit das halbe Patronatsrecht. St. Ulrich wurde erstmals 1484 als Patron der Kirche genannt. Ein Visitationsbericht von 1575 beschreibt, dass am Hochaltar die Skulpturen Ulrichs, der Muttergottes und der heiligen Katharina angebracht waren.
Während der Reformation wechselten viele Amendinger zur evangelischen Konfession über. Die Angehörigen der Patrizierfamilie Sättelin, als Besitzer der Herrschaft Eisenburg und somit Amendingens, waren als Memminger Bürger evangelisch geworden. Auch die Neubronner, als deren Nachfolger, hatten als Ulmer Bürger die neue Lehre angenommen. Aus den Kirchenakten geht hervor, dass von 600 Untertanen in der Herrschaft 150 katholisch geblieben waren. Die Herrschaft war zwar evangelisch, die vorgesetzte Landvogtei jedoch weiterhin katholisch. Die sich daraus ergebenden Differenzen wurden 1586, dreißig Jahre nach dem Augsburger Religionsfrieden, mit einem Vertrag beseitigt. Dieser legte für die Herren von Eisenburg die Zugehörigkeit zur evangelischen, für die Untertanen zur katholischen Konfession fest. Sofern die Untertanen die neue Konfession angenommen hatten, durften sie diese noch weitere acht Jahre ausüben. Danach mussten sie unter Androhung von Strafe wieder zum Katholizismus zurückkehren. Der Amendinger Pfarrer Gallus Möslin tat sich besonders damit hervor, die meisten vor Ablauf der acht Jahre zur Konversion zu bewegen.

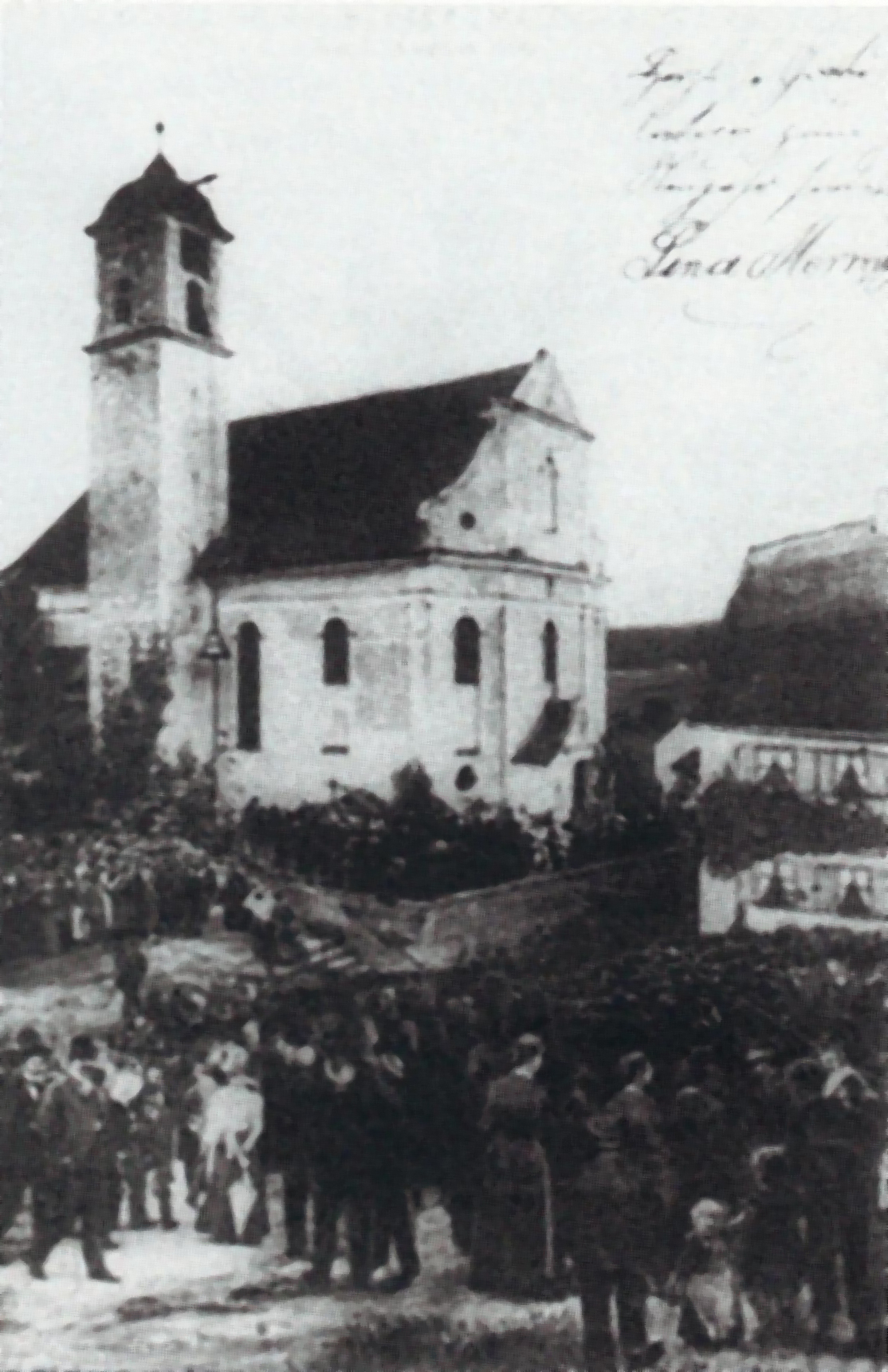
Weihe einer Glocke am 5. August 1900

Das Kloster Rot an der Rot verkaufte gegen Ende des Dreißigjährigen Krieges, am 16. Juli 1642, für 9000 Gulden seinen Teil des Patronatsrechts mit dem Zehnten an die Kartause Buxheim, die damit das volle Patronatsrecht ausübte. Dort blieb es bis zur Säkularisation 1803.
Der Turm der Kirche stürzte 1655 ein und zerstörte große Teile des Kirchenschiffs. Ein behelfsmäßiger Bau wurde 1661 geweiht. Die Quellen zur Baugeschichte der heutigen Kirche sind sehr dürftig. Das Amendinger Archiv wurde während des Zweiten Weltkriegs nach Augsburg verlegt, wo es größtenteils verschollen ist. Sicher ist, dass 1740 der Generalvisitator der Kartause Buxheim die Finanzkraft der Gemeinde für einen Neubau überprüfte, da der behelfsmäßige Bau als „alt, unwürdig und zu klein“ befunden wurde. Der Beschluss zum Bau wurde erst zehn Jahre später gefasst.

### Heutige Kirche
Für den Neubau wurden die Substruktionen und die Fundamente des Vorgängerbaus am östlichen Abhang genutzt, ebenso die des unteren mittelalterlichen Turmgeschosses. Durch das steile Gefälle an der östlichen Seite und die Enge des Grundstückes wegen der angrenzenden Höfe in westlicher Richtung mussten die Planer mit dem weitaus größeren Bau von der traditionellen Ostung Abstand nehmen. Die Kirche ist deshalb nach Norden ausgerichtet und damit eines der wenigen Gotteshäuser, die von der Ausrichtung nach Osten abweichen. Am 24. März 1752 wurde der Abriss des Vorgängerbaus durch den Generalvikar genehmigt. Die Kosten trug die Kartause Buxheim. Am 11. April 1752 erfolgte die Grundsteinlegung der heutigen Kirche. Sie wurde nach dreijähriger Bauzeit am 12. Oktober 1755 von Weihbischof Franz Xaver Adelmann von Adelmannsfelden geweiht. Sie überschreitet die übliche Größe einer schwäbischen Dorfkirche, da der Neubau ein Prestigeprojekt der katholischen Kirche in Schwaben war. Der Architekt und Stuckateur war vermutlich Jakob Jehle aus Obenhausen.

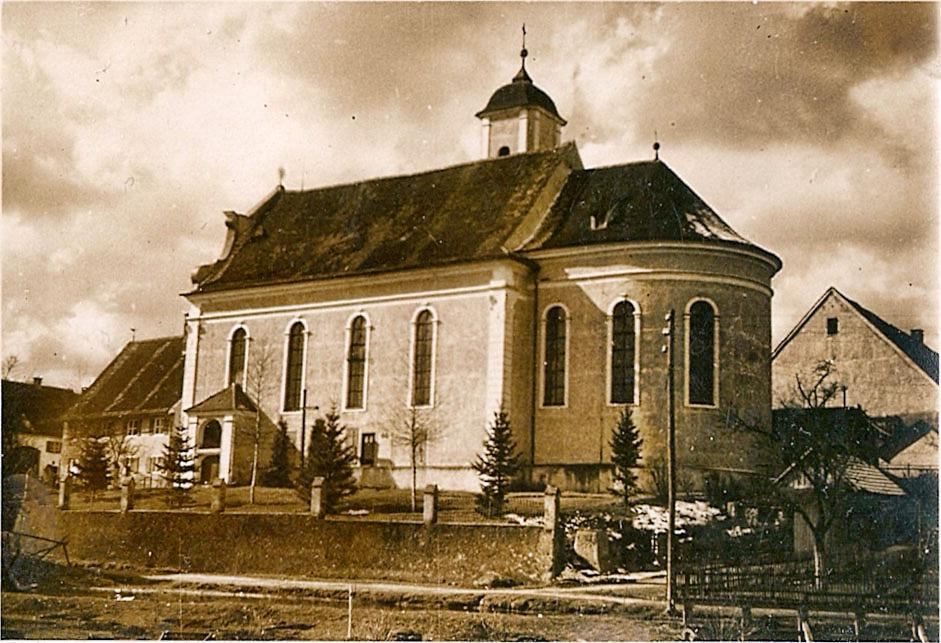
Die Kirche von Osten aus gesehen, um 1935

Es wird davon ausgegangen, dass er sich bei der Innenraumgestaltung an der von den Gebrüdern Zimmermann ausgestalteten Buxheimer Pfarrkirche orientierte. Die drei Altäre (Hoch-, Marien- und Josefsaltar) sowie die Kanzel entstanden unter dem Einfluss von Gabriel Weiß d. Ä. aus Bad Wurzach und seines gleichnamigen Sohnes. Die Bildhauer und Schnitzer gehörten wahrscheinlich zum Umkreis des Anton Sturm aus Füssen und des aus Oberschwaben stammenden Dominikus Hermengild Herberger. Der Name des Freskenmalers ist nicht überliefert. Erstmals saniert wurde die Kirche im 19. Jahrhundert. 1922 wurden die Raumschale und die Fresken instand gesetzt. Das große, bei der ersten Sanierung übermalte Deckenfresko wurde von Josef Albrecht erneuert. Ungefähr zur gleichen Zeit wurde die vom Kirchenschiff in den Turm führende Tür zugemauert und der Zugang von der Sakristei in den unteren Teil des Turmes geschaffen. Im Jahr 1949 erhielten die Altäre, die Kanzel und die Figuren neue Fassungen. Die letzte umfassende Restaurierung fand 1989 bis 1997 statt. Dabei wurde die gesamte Kirche saniert und der Chor mit einem neuen Volksaltar von Jörg Maxzin ausgestattet. 2009 musste die Stützmauer mit der Treppe, östlich der Kirche, für 135.000 Euro saniert werden, da die Standsicherheit nicht mehr gewährleistet war.

## Nutzungsgeschichte

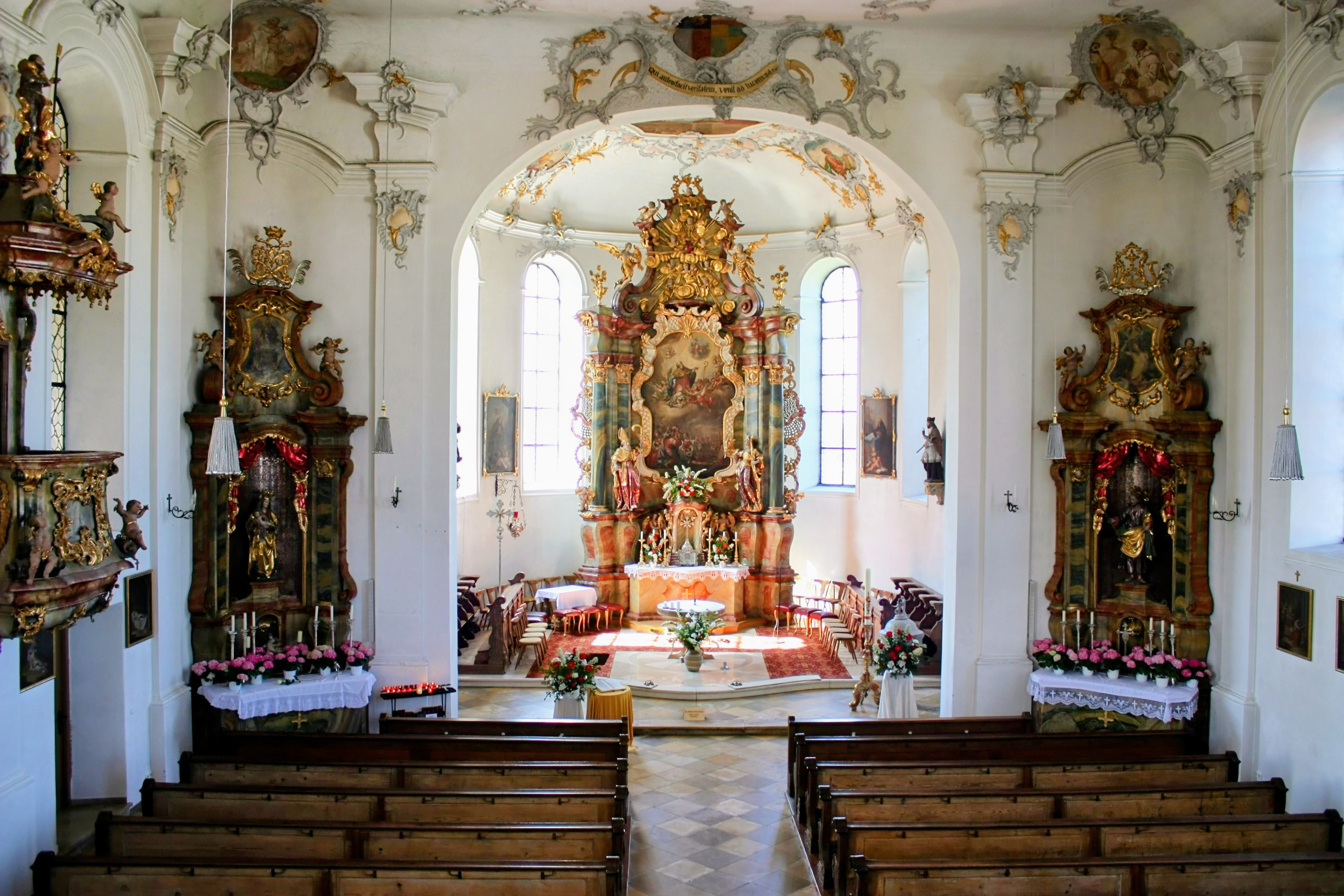
Blick aus der ersten Empore in das Hauptschiff mit dem Chor

Die Kirche war früher ein Gotteshaus der Kartause Buxheim für die katholische Landbevölkerung Amendingens und der Umgebung. Nach der Säkularisation der Kartause wurde sie eine eigenständige Pfarrkirche mit Filialen in Eisenburg und Trunkelsberg. Heute gehört die Pfarrei zum katholischen Dekanat Memmingen im Bistum Augsburg. Römisch-katholische Gottesdienste werden normalerweise jeden Sonntag und an den katholischen Feiertagen und Hochfesten gefeiert. Rosenkranzgebete finden ebenfalls regelmäßig statt. Evangelische Gottesdienste, die früher ebenfalls in der Kirche abgehalten wurden, werden dort seit der Fertigstellung des sogenannten Amendinger Schlössles nicht mehr gefeiert.

## Baubeschreibung

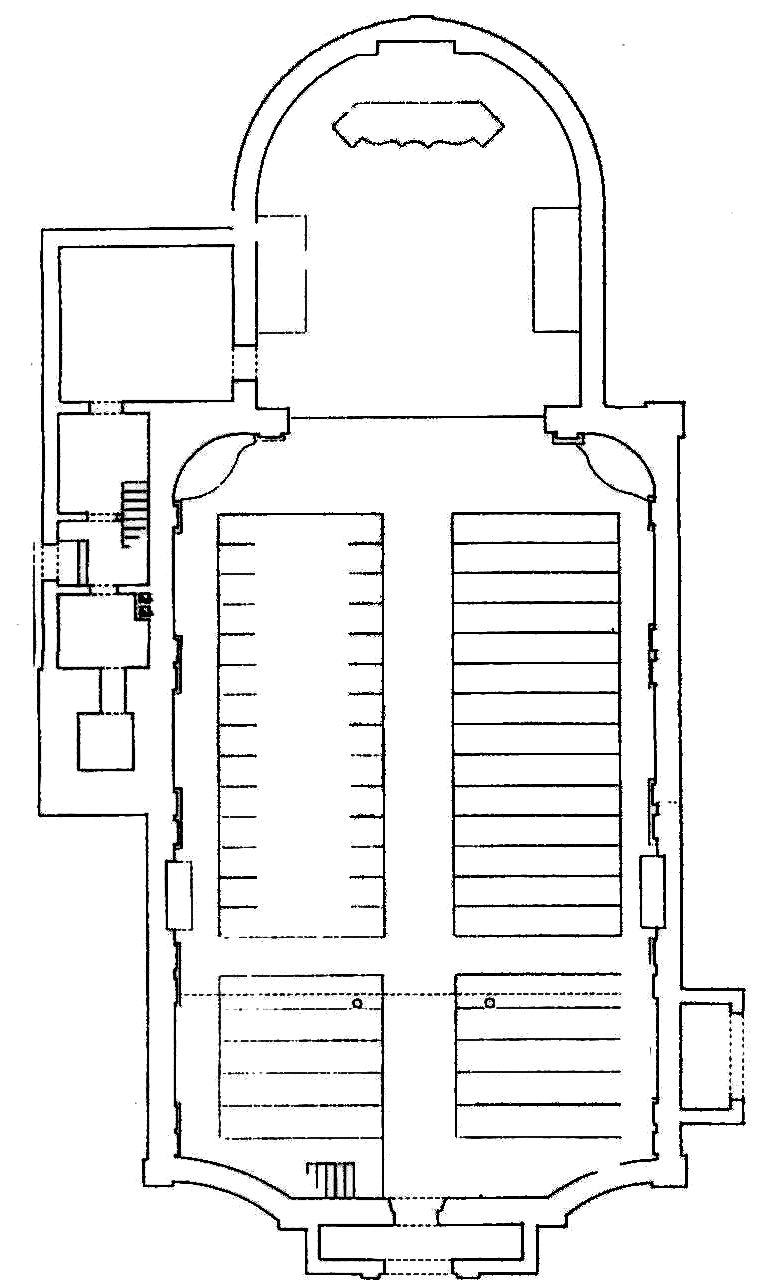
Grundriss von St. Ulrich

Die Kirche St. Ulrich ist eine genordete Saalkirche. Das rechteckige Langhaus erstreckt sich über vier Fensterachsen und ist im Inneren 20 Meter lang, zehn Meter hoch und 13 Meter breit. Die Fenster im Langhaus sind rundbogig. Der anschließende Chor hat zwei Fensterachsen und einen halbrunden Schluss. Er ist innen elf Meter hoch, neun Meter breit und zwölf Meter lang. Westlich des Chores schließt sich die zweigeschossige Sakristei an, westlich des Langhauses der etwa 30 Meter hohe Turm. Östlich des Langhauses steht ein Anbau.
Die Fassade der südlichen Schauseite wird von vier Pilastern gegliedert, die Flanken sind konkav zurückgeschwungen. Im Hauptgeschoss sind drei große Fenster eingelassen, seitlich befinden sich darunter ornamental geschwungene Ochsenaugen. Vor dem Portal ist ein Vorzeichen mit einem geschwungenen Ziergiebel und einem stichbogigen, von Pilastern gesäumten Eingang angebaut. Oberhalb davon ist ein Fresko des heiligen Ulrich zu sehen. Über dem Vorzeichen ist an der Fassade ein Sandsteinwappen der Reichskartause Buxheim angebracht.
Der Giebel der Südfassade hebt sich durch ein kräftig profiliertes Gesims ab, das sich um das Langhaus und den Chor fortsetzt. Er hat in der Mitte ein großes Fenster und an den Seiten kleine ungeschmückte Ochsenaugen. An den Seiten ist er von Voluten flankiert. Die flache Giebelspitze trägt eine Sonnenuhr und als Bekrönung ein goldenes Auge Gottes mit Strahlenkranz.
Der Kirchturm schließt sich im Westen des Langhauses an. Das Obergeschoss hebt sich durch ein Gesims von den übrigen ab und wird an allen Seiten durch Pilaster gegliedert. Die rundbogigen Fensteröffnungen der Glockenstube sind mit Bretterverschlägen verschlossen. Die vollelektrische Kirchturmuhr an der Südseite stammt von Philipp Hölz aus Ulm. Der geschwungene Turmhelm ist mit Blech verkleidet und wird von einer goldenen Kugel und einem goldenen Kreuz bekrönt.
Im östlichen Anbau befindet sich eine Ölbergszene mit Holzfiguren aus dem Jahr 1755. Darunter stehen Holzstatuen von drei armen Seelen im Fegefeuer.
Die Sakristei ist im Untergeschoss mit schlichtem Rahmenstuck versehen. Der Raum im Giebel besitzt eine Fensteröffnung mit einem im Jahr 1755 handgeschmiedeten Eisengitter zum Chor und wird Chörlein genannt.
Im Innenraum sind an der Südseite zwei Emporen, von denen die obere als Orgelempore genutzt wird. Die erste Empore ist in drei Metern Höhe eingebaut, die zweite befindet sich 2,7 Meter über der ersten und ist links und rechts zurückgesetzt, in der Mitte stark nach vorne geschwungen. Unter der Empore ist das Portal der Kirche, dessen Flügel mit geschwungenen Füllungsrahmen geschmückt sind.

## Ausstattung

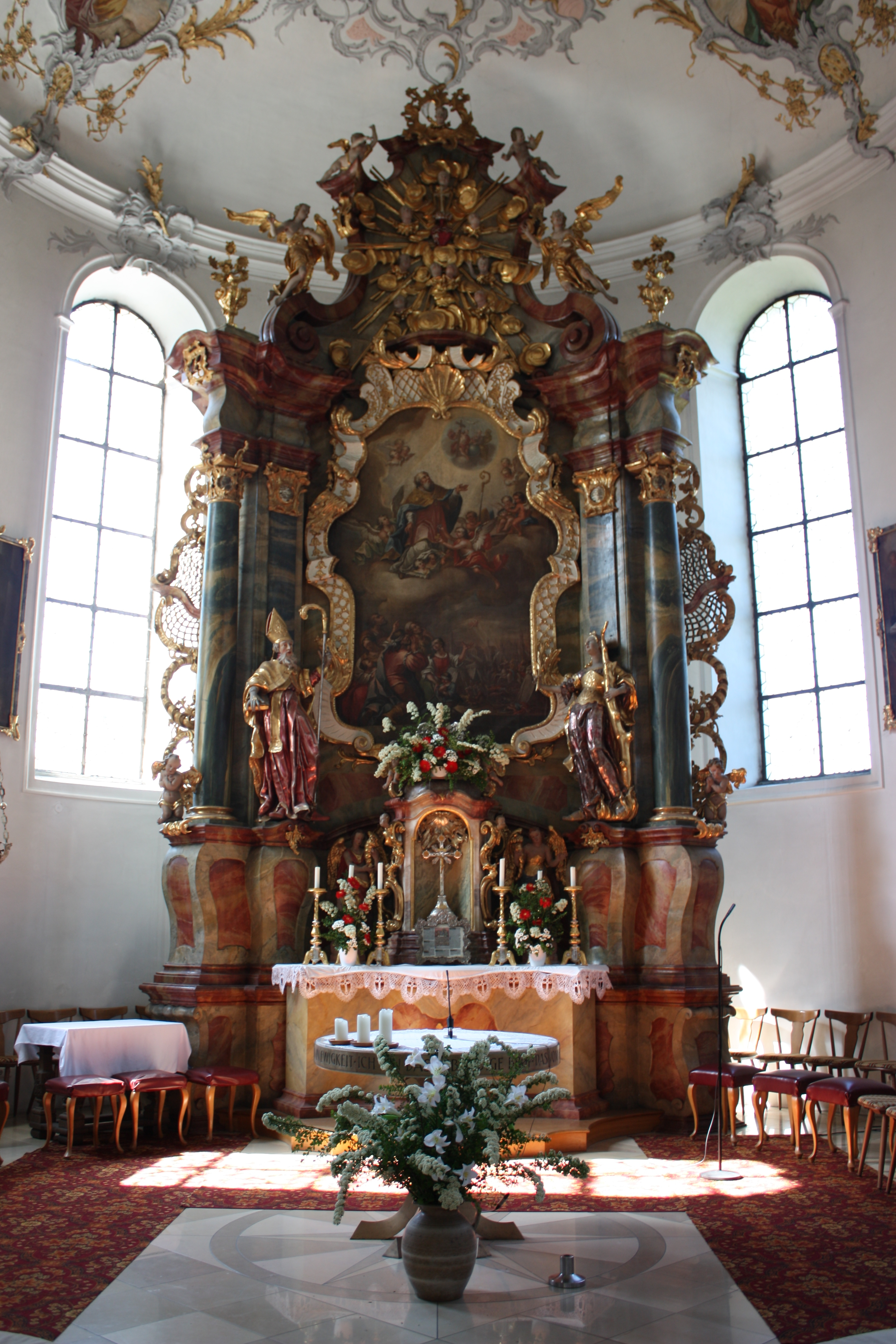
Der Hochaltar

### Altäre
In der Kirche stehen drei Altäre, welche alle um 1754 erbaut wurden. Der Hochaltar steht an der Nordseite des Chorraums. Die Seitenaltäre, links der Muttergottes und rechts dem heiligen Joseph geweiht, stehen an den Nordwänden des Langhauses. Sie sind einfache Altaraufbauten mit einer Einbuchtung für Statuen und Auszugsbilder.

#### Hochaltar
Der dem heiligen Ulrich geweihte Hochaltar ist zweisäulig und mit Figuren bestückt. Er wurde vermutlich von Gabriel Weiß dem Älteren entworfen und 1754 aufgestellt. Das Altarbild zeigt eine Fürbitte des heiligen Ulrich an die Heilige Dreifaltigkeit, die Menschen zu seinen Füßen vor den einfallenden Ungarn zu retten. Es bezieht sich auf die Schlacht auf dem Lechfeld im Jahre 955. Im unteren Drittel des Bildes flehen Menschen jeglichen Standes den heiligen Ulrich an. Rechts im Hintergrund tobt die Schlacht. Der Heilige kniet auf einer Wolkenbank und bittet für die Menschen. Eine Putte trägt den Abtstab, eine andere kommt mit dem Kreuz, das die Menschen der Legende nach damals rettete, zum heiligen Ulrich geflogen. Am unteren rechten Bildrand halten mehrere kleine Putten das Zeichen Ulrichs, den Fisch, in ihren Händen. Die oberste Ebene des Bildes wird von der Heiligen Dreifaltigkeit dominiert, auf der rechten Seite Gottvater, auf der linken Jesus. Über ihnen ist der Heilige Geist in Form einer Taube dargestellt.
Die aufwändig geschnitzten Rahmen des Hochaltargemäldes sind mit Rokokoornamenten geschmückt, ebenso die beiden seitlichen durchbrochenen Dekorationen. Sie werden dem Umfeld des Bildhauers Anton Sturm zugeschrieben. Die Seitenfiguren stellen den heiligen Narzissus und die Augsburger Diözesanpatronin, die heilige Afra dar. Damit sollte die enge Beziehung zur Bischofsstadt Augsburg symbolisiert werden. Der Aufbau über dem Bild zeigt zwei große Engel und kleinere Putten mit dem flammenden Herz Christi, eingebettet in einen von geflügelten Puttenköpfen durchsetzten Strahlenkranz.

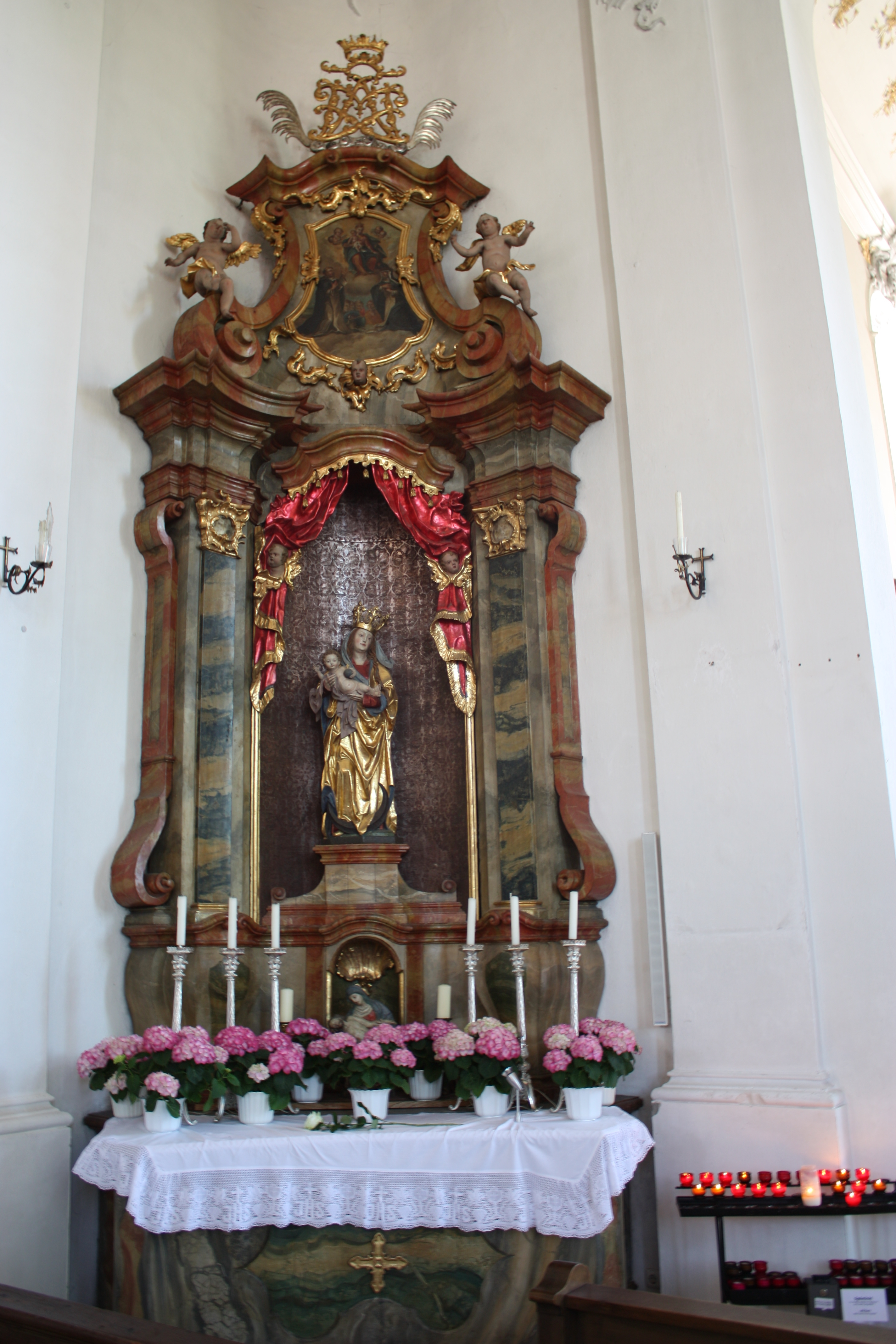
Marienaltar mit der Mondsichelmadonna

#### Marienaltar
Der Marienaltar besitzt in der geschnitzten, mit Puttenköpfen geschmückten Ausbuchtung eine wertvolle geschnitzte spätgotische Mondsichelmadonna aus der Werkstatt des Künstlers Ivo Strigel. Sie wurde um 1512 geschaffen und stellt die Jungfrau mit dem Jesuskind auf dem Arm dar, das den Königsapfel in der linken Hand hält. Auch die fein gestaltete Pietà unterhalb der Statue wird der Werkstatt Strigels zugeschrieben. Das Auszugsbild über den Statuen zeigt die Rosenkranzspende. Die Jungfrau übergibt dem heiligen Dominikus und der heiligen Katharina von Siena einen Rosenkranz. Der Künstler ist unbekannt.

#### Josephsaltar
Der Altar zu Ehren des heiligen Josef von Nazaret zeigt in der geschnitzten, mit Puttenköpfen verzierten Ausbuchtung eine Statue des Heiligen aus der Mitte des 18. Jahrhunderts. Der unbekannte Künstler stellte Josef mit einer Lilie in der Hand dar. Unter der Statue steht ein Silberkreuz in einer kleinen Einbuchtung. Auch der Künstler des Auszugsbildes ist namentlich nicht bekannt. Es zeigt den heiligen Sebastian, der, an einen Baum gefesselt, von Pfeilen durchbohrt wird. In den Pestzeiten wurde er von den Gläubigen um Hilfe angerufen. Vermutlich gab es in Amendingen eine Sebastiansbruderschaft, die zur großen Verehrung des Heiligen ihren Beitrag leistete.

### Kanzel
Der Schalldeckel der Kanzel hat als Bekrönung Christus in Gestalt des guten Hirten mit einem Lamm auf den Schultern. Sie wird dem Umfeld des Künstlers Dominikus Hermengild Herberger zugeschrieben und wurde um 1755 gefertigt. Die Kanzel ist mit Putten und Rocaillen geschmückt. An der Unterseite des Schalldeckels ist eine silberne Taube mit Strahlenkranz als Verkörperung des Heiligen Geistes angebracht, den Rand bildet ein geschnitzter Saum mit Kordeln. Der Zugang zur Kanzel, die nicht mehr gottesdienstlich benutzt wird, ist nur über den Kirchturm im Hauptschiff möglich.

### Fresken
Die Kirche ist reich mit Fresken geschmückt. Das größte, das Deckenfresko des Langhauses, malte 1923 Josef Albrecht. Es zeigt die Kanonisation des Bischofs Ulrich von Augsburg auf dem Laterankonzil im Jahre 993 durch Papst Johannes XV.

#### Chorfresken

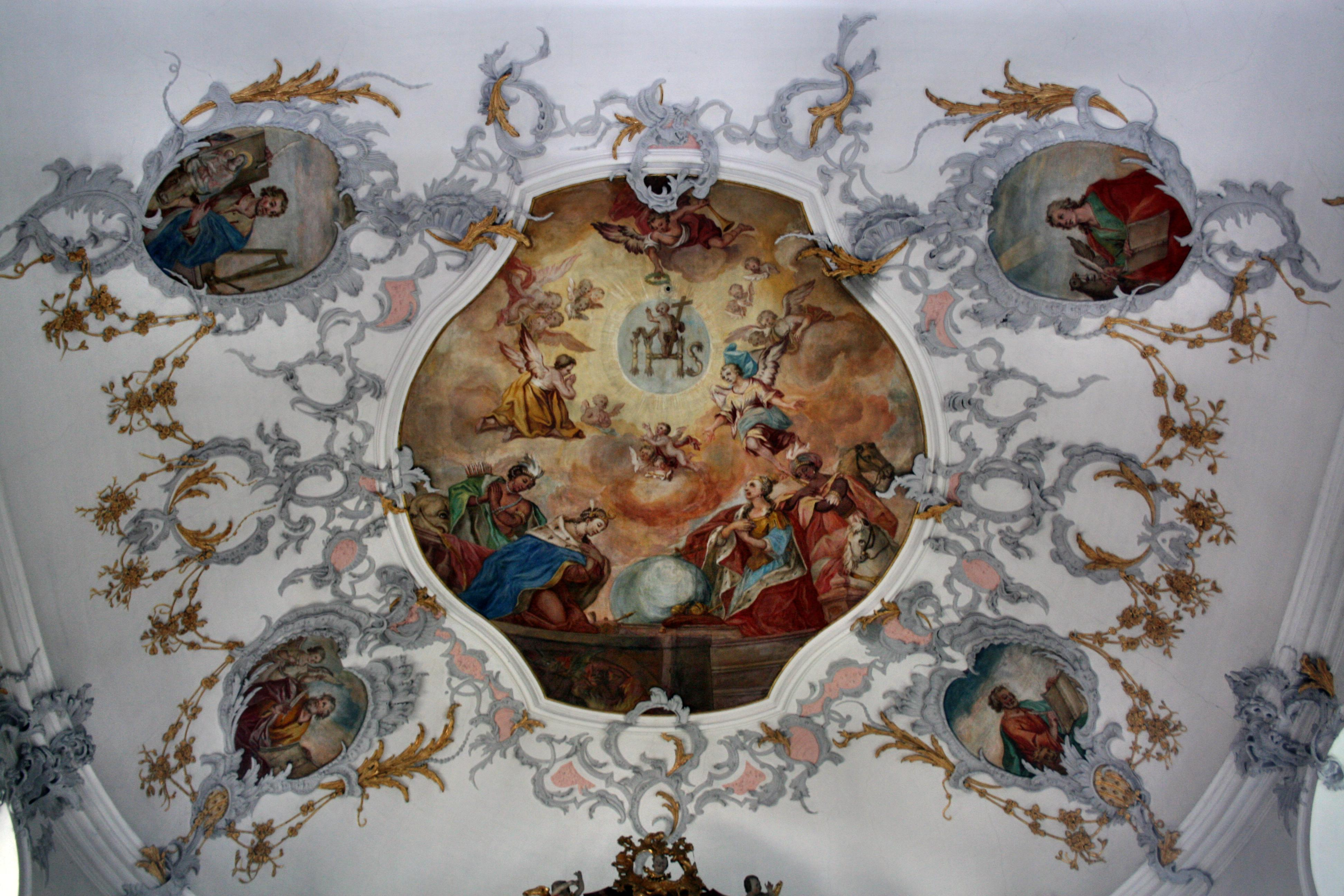
Chorfresken

Die Chorfresken sind in barocken Farben gemalt. Das Deckenfresko des Chorraumes zeigt die Anbetung des Namens Jesu durch die vier Erdteile auf einer Treppe über dem Teufelspfuhl. Dort huldigen die damals vier bekannten Kontinente in Gestalt von Frauen dem Namen Jesu. Links ist in dunkler Hautfarbe mit einem losen Umhang, mit Perlen und einem Kopffederschmuck versehen und einen Köcher tragend der Kontinent Afrika dargestellt, daneben der Kontinent Asien. Hinter der Frau am linken Bildrand von Afrika ist an einem angedeuteten Geländer die rechte Kopfhälfte eines Elefanten zu sehen. Asien, die kniende Frau ist in ein rotes Untergewand und einen blauen Mantel mit Hermelinbesatz gehüllt. Sie trägt ebenfalls Perlenschmuck und ein goldenes Diadem mit einem Halbmond als Stirnverzierung. Nach Asien folgt eine weiße Kugel, vor der die Kaiserinsignien Krone, Zepter und Erdapfel auf einem roten Kissen liegen. Die Gestalt der Europa ist als einzige mit erhobenem Haupt dargestellt. Sie ist mit einem roten Mantel mit Hermelinbesatz und einem hellblauen Untergewand mit einem goldenen Harnisch bekleidet. Als Kopfschmuck trägt sie ein Diadem. Ihr zugeordnet ist ein weißes Pferd mit goldenem Zaumzeug. Am rechten Bildrand folgt die ebenfalls mit dunkler Hautfarbe und gesenktem Kopf dargestellte Gestalt von Amerika. Sie trägt ein loses, orangefarbenes Überwurfgewand, eine federgeschmückte Haube und am linken Arm ebenfalls Federschmuck. Hinter der Frau ist ein braunes Pferd zu sehen. Über der weißen Kugel schwebt eine Wolke mit zwei Engeln, die zwei weitere Engel flankieren. Der linke kniende Engel mit gefalteten Händen und gesenktem Kopf trägt ein gelbes Umwurfgewand. Der rechte mit einem goldenen Überwurfgewand wendet seinen Kopf der Strahlensonne entgegen. Die Strahlensonne als Krönung des Bildes trägt das Christusmonogramm IHS und ist von mehreren Putten flankiert. In der Mitte des H ist ein Kind mit einem Holzkreuz zu sehen. Oben liegt ein Engel mit Posaune und rotem Überwurfgewand auf einer Wolke und hält einen Lorbeerkranz in Richtung des Kindes.
An den vier Ecken des Deckenfreskos befinden sich ovale Fresken mit den Evangelisten: unten links Matthäus mit dem geflügelten Menschen, oben links Lukas mit einer Staffelei und dem Stier, unten rechts Markus mit dem Löwen und oben Johannes mit dem Adler.

#### Langhausfresken

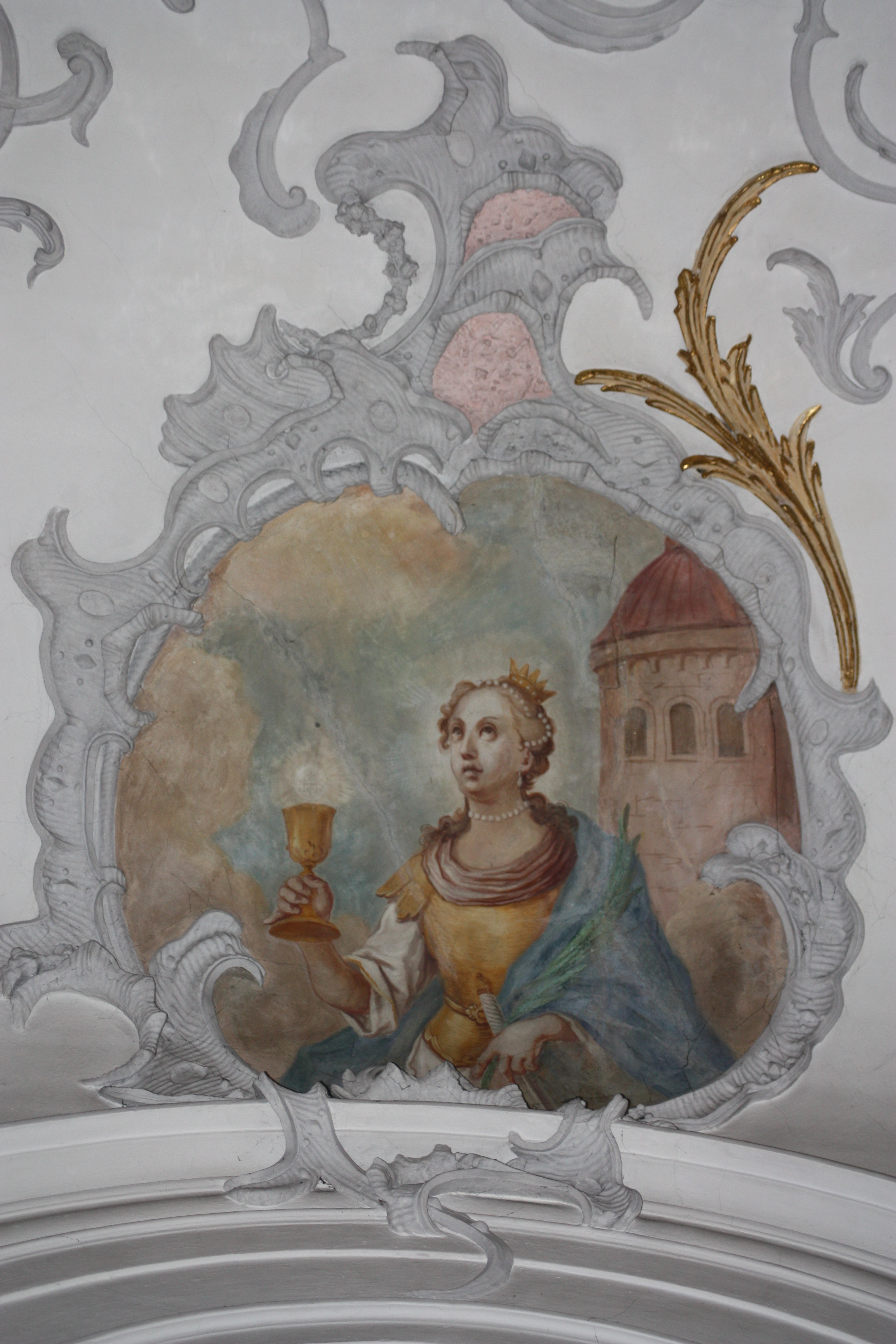
Die heilige Barbara mit Kelch und Turm sowie Schwert

Im Langhaus sind vom barocken Freskenschmuck aus der Erbauungszeit nur die Medaillons mit biblischen Gestalten und deren Attributen an der gewölbten Kirchenwand erhalten. In den Ecken sind die vier lateinischen Kirchenväter gemalt: Papst Gregor der Große mit Tiara und Hirtenstab, der heilige Hieronymus mit den das Jüngste Gericht ankündigenden Posaunen, der heilige Augustinus mit flammendem Herz und der heilige Ambrosius mit Mitra und Bienenkorb. An den Längsseiten befinden sich in der Hohlkehle zwischen Dach und Wand Bilder von Heiligen. Auf der westlichen Langhausseite sind der heilige Bruno als Stifter des Kartäuserordens, Josef mit dem Jesuskind, der Apostel Petrus mit dem Hahn als Zeichen der Reue, Katharina mit dem Rad und Martin mit der Teilung des Mantels abgebildet. Auf der östlichen Seite sind der heilige Hugo, Bischof von Grenoble, Anna mit Joachim, die Büßerin Maria Magdalena, Barbara mit Kelch und Schwert in den Händen und dem Turm im Hintergrund und Georg im Kampf gegen den Drachen dargestellt. Das Hauptfresko des Langhauses wurde 1923 von Josef Albrecht aus München geschaffen. Es zeigt die Kanonisation des Bischofs Ulrich von Augsburg auf dem Laterankonzil im Jahre 993 durch Papst Johannes XV., der auf dem Thron unterhalb eines Triumphbogens sitzt. Links und rechts neben dem Papst sind auf der Treppe verschiedene Bischöfe, Mönche und weltliche Herrscher abgebildet. Auf Antrag des Augsburger Bischofs Luitpold spricht der Papst Ulrich heilig. Der Heilige wird über dieser Szene von Engeln auf einer Wolke zum Himmel getragen. Ulrich ist mit weißem Gewand, goldenem Mantel, Mitra, Bischofsstab und Heiligenschein mit Strahlenkranz dargestellt. Über einem Dreieck mit dem Auge Gottes schwebt ein Engel. Auf der Orgelempore ist die heilige Cäcilia beim Orgelspiel dargestellt, 1922 von einem Künstler der Firma Haugg gemalt.

### Sonstige Ausstattung

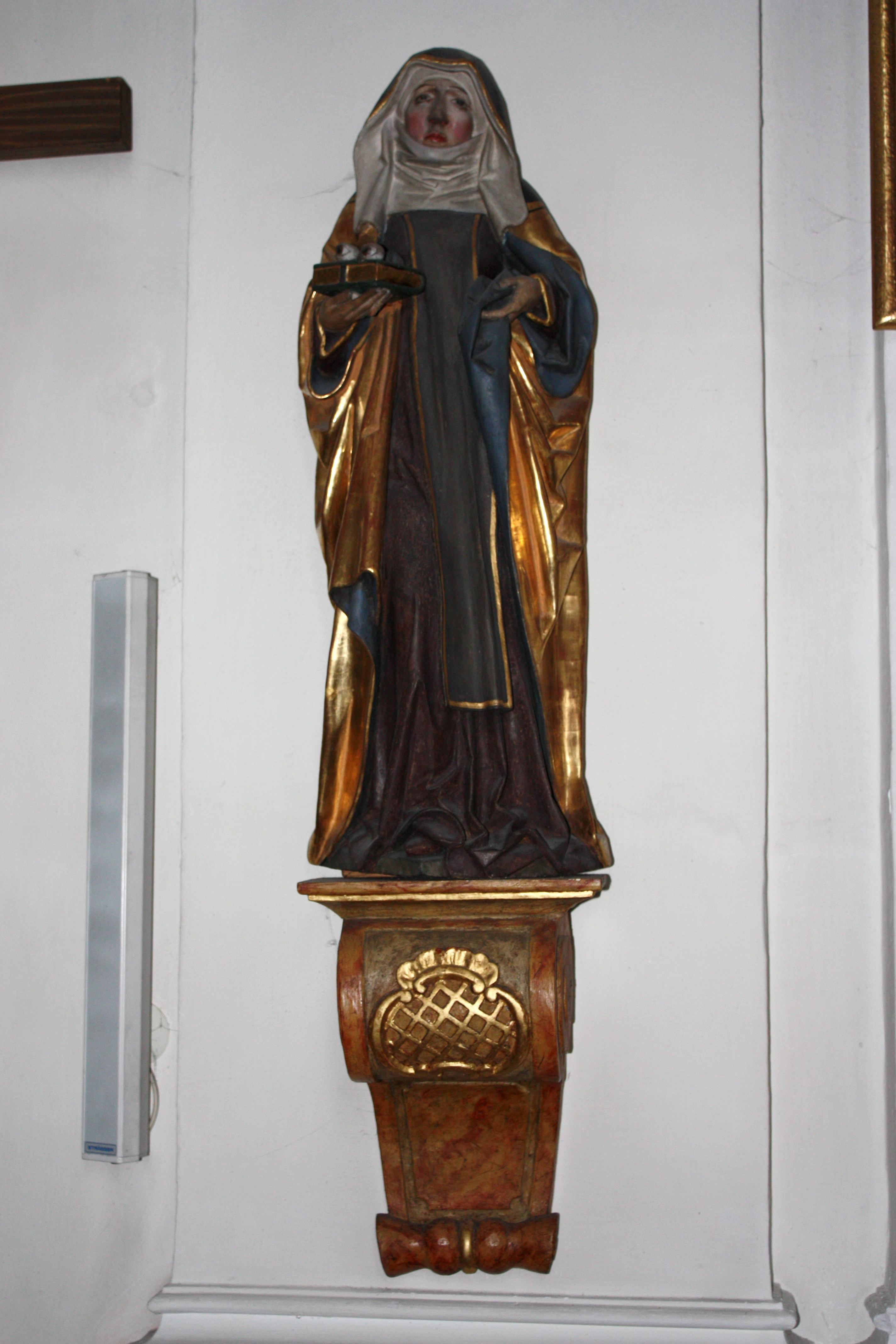
Die um 1500 geschaffene Hl. Ottilie

Ein Kreuzweg mit Ölbildern aus der zweiten Hälfte des 18. Jahrhunderts ist an den Wänden rings um das Langhaus angebracht. Die Bilder, die Konrad Huber aus Weißenhorn zugeschrieben werden, sind mit kleinen goldenen Kreuzen bekrönt. Das Laiengestühl und ein Teil des Chorgestühls sind aus der Zeit der Erbauung der Kirche erhalten geblieben. Das einfache Gestühl ist mit Rocailleschnitzereien verziert. Auch im Langhaus und im Chorraum hängen einige Ölgemälde an den Wänden. Eines davon zeigt den Erzengel Michael als Besieger des gestürzten Engels Luzifer. Daneben befinden sich Bilder der Heiligen Franz von Assisi, Bonaventura und Katharina von Siena. Alle Gemälde stammen aus dem 18. Jahrhundert.
Ignaz Waibel schuf um 1700 die Skulptur des Guten Hirten, die im Chorraum gegenüber der Figur des heiligen Nepomuk aus dem 18. Jahrhundert aufgestellt ist. Im rückwärtigen Teil des Langhauses steht auf der einen Seite eine um 1500 entstandene Skulptur der heiligen Ottilie, die sich früher in der kleinen gotischen Ottilienkapelle am Ortsrand befand, auf der anderen eine Statue des heiligen Antonius von Padua.
Auf der rechten Seite des Langhauses ist eine um 1730 entstandene geschnitzte Kreuzigungsszene mit Maria und Veronika zu sehen. Sie kam 1944 in die Kirche; wo sie sich vorher befand und wer sie geschaffen hat, ist nicht bekannt. Als Meisterwerk gilt der Taufstein mit glockenförmigem Becken aus dem 17. Jahrhundert, den eine kleine, aus Lindenholz geschnitzte Christus-Johannes-Gruppe aus dem späten 18. Jahrhundert krönt. Das handgeschmiedete Gitter an der Brüstung des Oratoriums im Chor, das mit Blattranken geschmückt ist, und die zwölf mit Blattranken verzierten Apostelleuchter von 1755 sind ebenfalls Kunstwerke hohen Ranges.

### Orgel

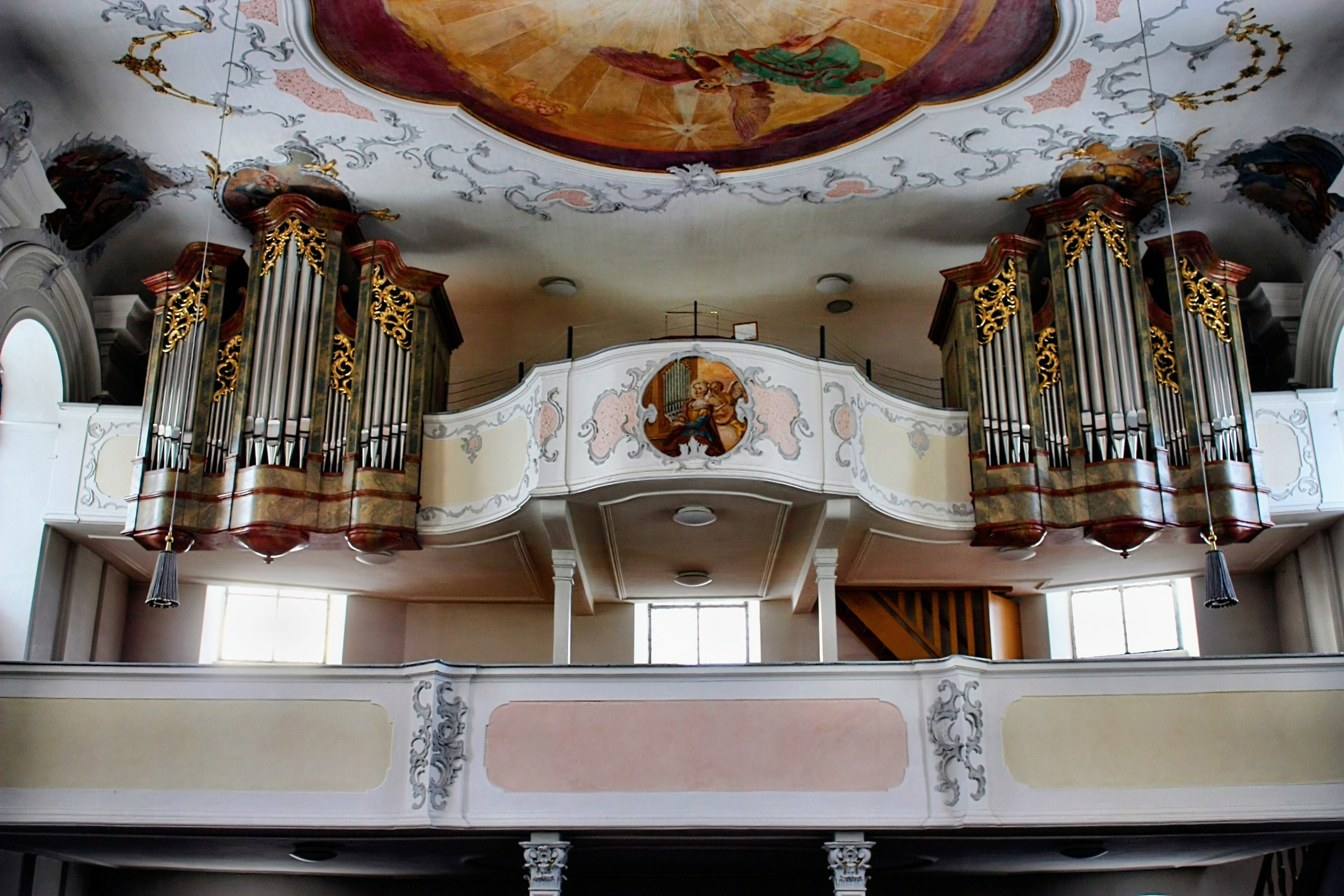
Die Sandtner-Orgel

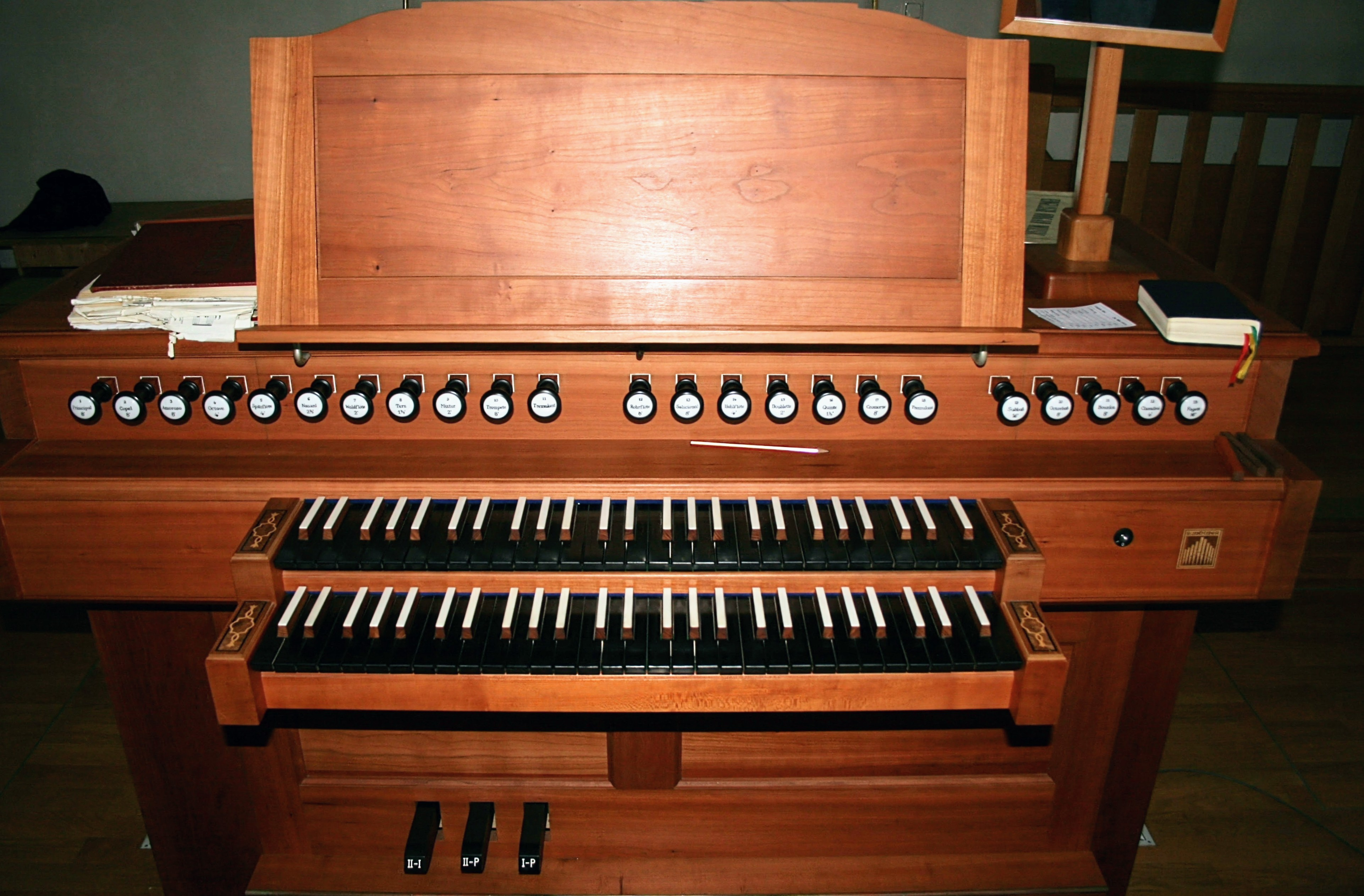
Spieltisch

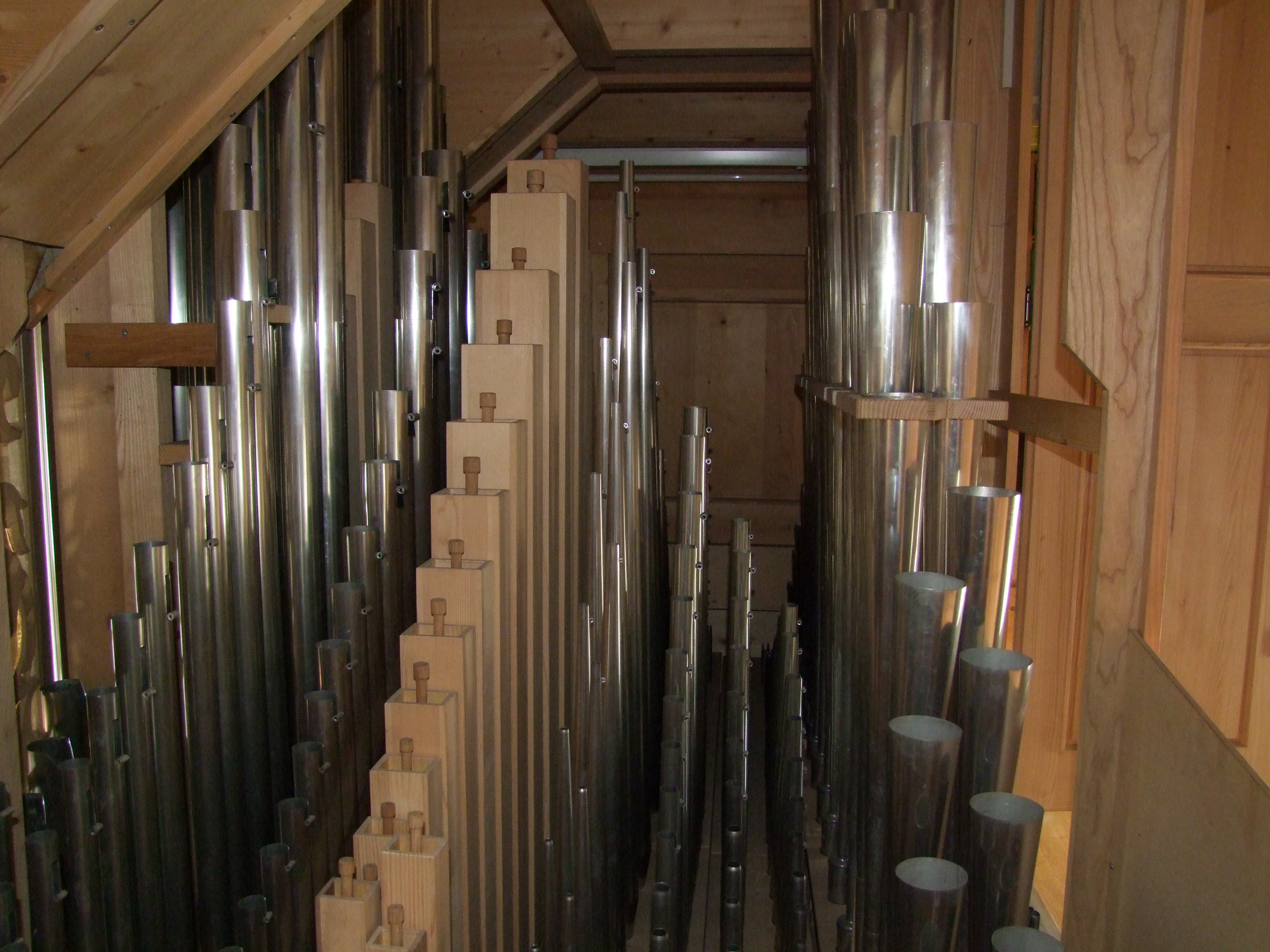
Blick in das Orgelinnere

Die erste Orgel in St. Ulrich wurde vermutlich in den Jahren 1860 oder 1882 gebaut. Die noch vorhandenen Kirchenunterlagen machen darüber widersprüchliche Angaben. Sicher ist, dass sie von der Memminger Orgelbaufirma Behler zum Preis von 2500 Mark hergestellt wurde. Sie wurde 1953 durch ein Instrument der Orgelbaufirma Gebrüder Hindelang aus Ebenhofen ersetzt. Dieses Werk umfasste zwei Manuale mit 19 Registern und 1244 Pfeifen. Den Orgelprospekt entwarf Regierungsbaumeister Willi Hornung-Ottobeuren. Die Orgel kostete etwa 20.000 Mark.
Das heutige Orgelwerk wurde 1997 von der Orgelbaufirma Sandtner aus Dillingen an der Donau erbaut. Das Schleifladen-Instrument hat 21 Register auf zwei Manualen und Pedal und ist Sandtners Opus 250.
| I Hauptwerk C–g3 |            |        |
| 1.               | Principal  | 8′     |
| 2.               | Copel      | 8′     |
| 3.               | Amorosa    | 8′     |
| 4.               | Octave     | 4′     |
| 5.               | Spitzflöte | 4′     |
| 6.               | Nazard     | 2 ⁄3′  |
| 7.               | Waldflöte  | 2′     |
| 8.               | Terz       | 1 3⁄5′ |
| 9.               | Mixtur IV  | 2′     |
| 10.              | Trompete   | 8′     |
|                  | Tremulant  |        |

| II Positiv C–g3 |            |       |
| 11.             | Rohrflöte  | 8′    |
| 12.             | Salicional | 8′    |
| 13.             | Hohlflöte  | 4′    |
| 14.             | Doublette  | 2′    |
| 15.             | Quinte     | 1 ⁄3′ |
| 16.             | Cromorne   | 8′    |
|                 | Tremulant  |       |

| Pedal C–f1 |           |     |
| 17.        | Subbass   | 16′ |
| 18.        | Octavbass | 8′  |
| 19.        | Bourdon   | 8′  |
| 20.        | Choralbaß | 4′  |
| 21.        | Fagott    | 16′ |

- Koppeln: II/I, II/P, I/P.

- Anzahl der
  - Register: 21
  - Pfeifenreihen: 24
  - Pfeifen: 1214
- Körperlänge der größten Pfeife: 2400 mm
- Körperlänge der kleinsten Pfeife: 15 mm
- Gewicht der Orgel: 5550 kg
- Gehäuse/Prospekt:
  - Material: Nadelholz
  - Höhe: 2 × 3,5 m
  - Tiefe: 2 × 2,0 m.
- Windversorgung:
  - Gebläse: Schnelllaufendes Schleudergebläse
  - Luftleistung
    - 1 PS
    - 21 m3/min
    - 2800 Umin

  - Blasbälge:
    - 1 Vorbalg
    - 2 Windladenbälge

  - Winddruck in den einzelnen Werken (in mmWS):
    - POS 70 mmWS
    - HW 70 mmWS
    - PED 70 mmWS
- Windlade:
  - Hauptwerk: Schleiflade
  - Positiv/Pedal: Schleiflade
- Spieltisch:
  - Freistehend
  - Anzahl Manuale: 2 Manuale
  - Pedal: 1 Parallelpedal doppelt geschwungen
  - Registerzüge, Registerwippen: 23 Züge als gedrechselte Knöpfe
- Traktur:
  - Tontraktur: mechanisch
  - Registertraktur: mechanisch
- Stimmung:
  - Höhe 440 Hz bei 15 °C
  - Temperierung: gleichstufig

### Glocken

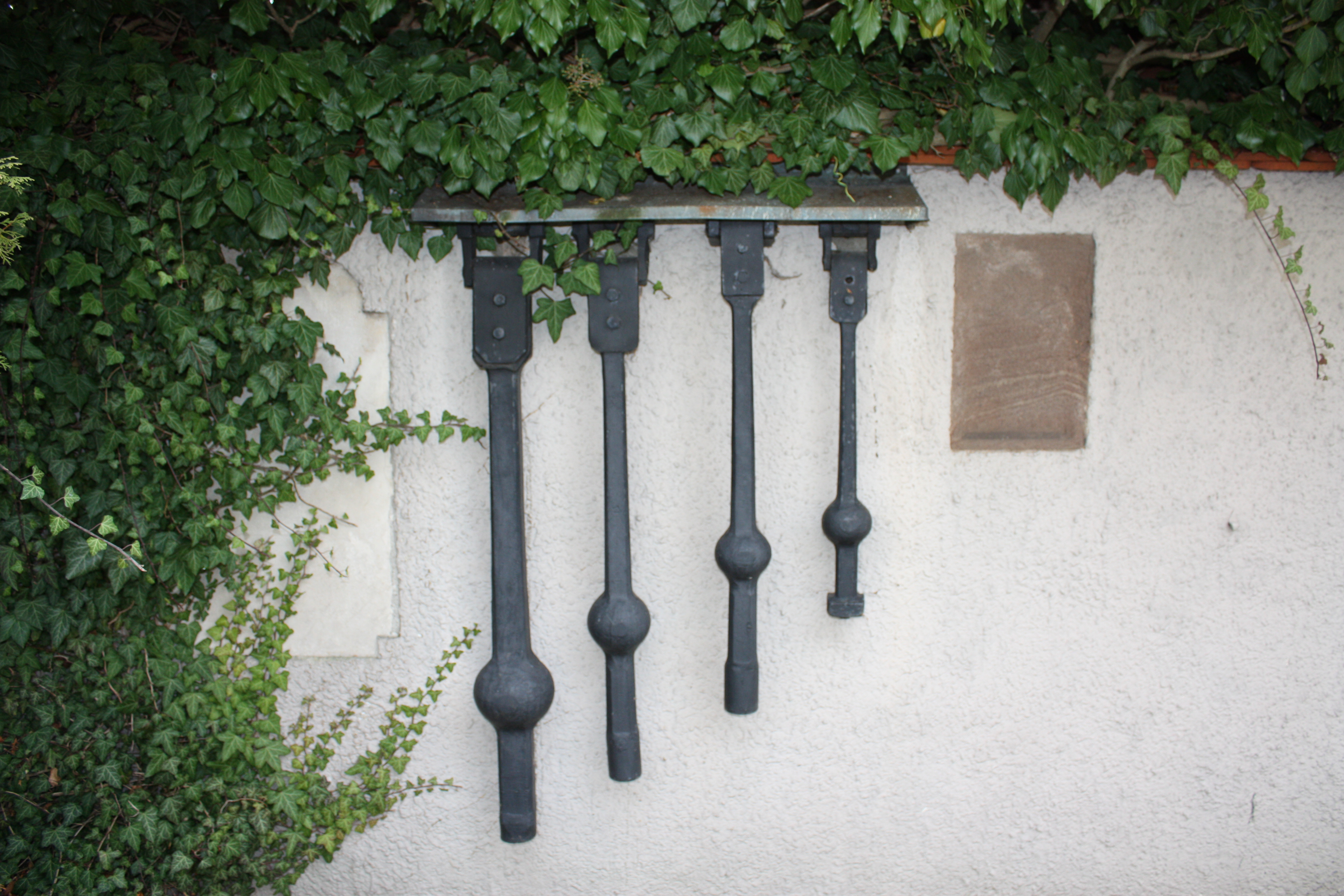
Die Klöppel der alten Glocken von 1922 an der Kirchhofmauer

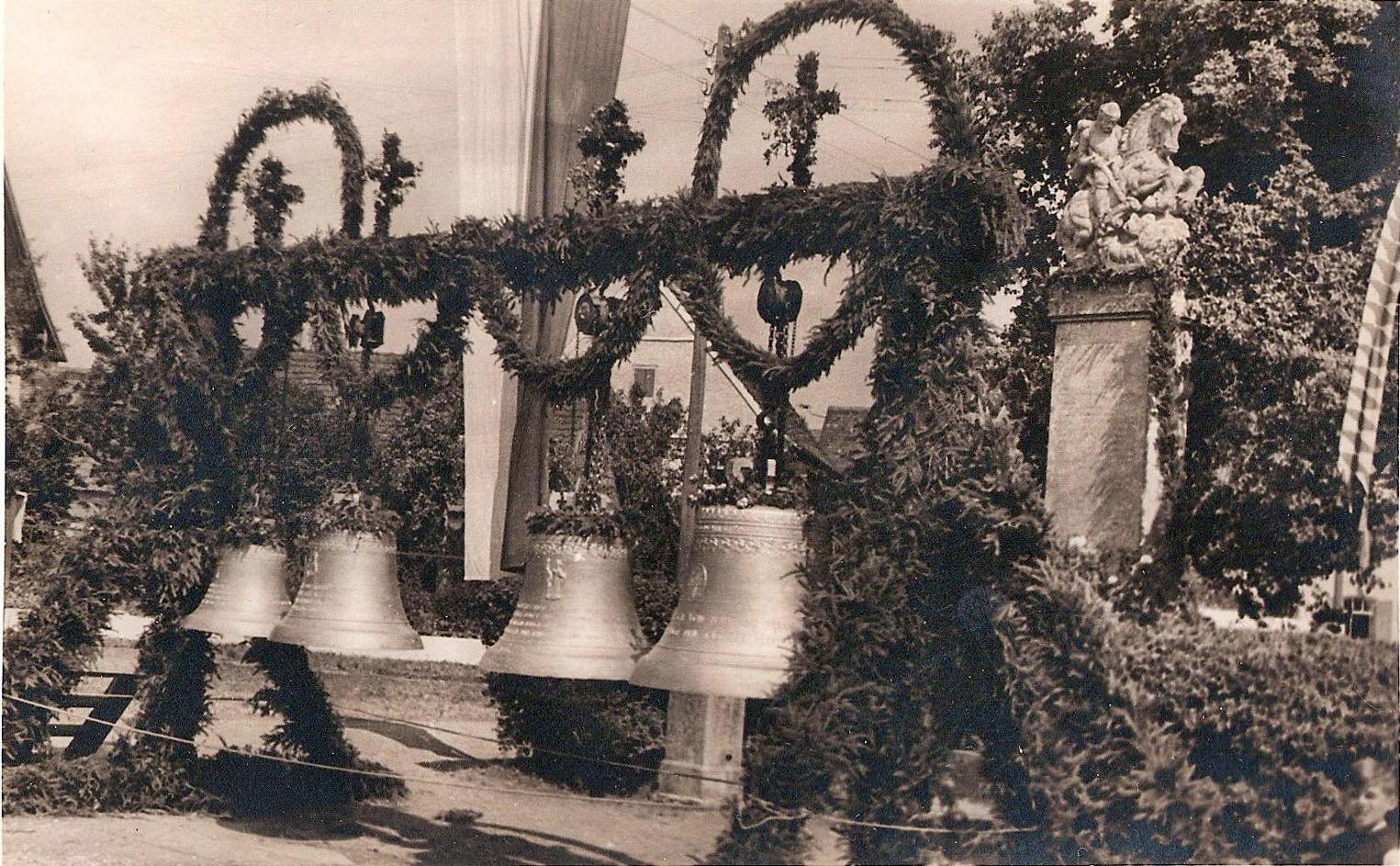
Die Glockenweihe von 1949

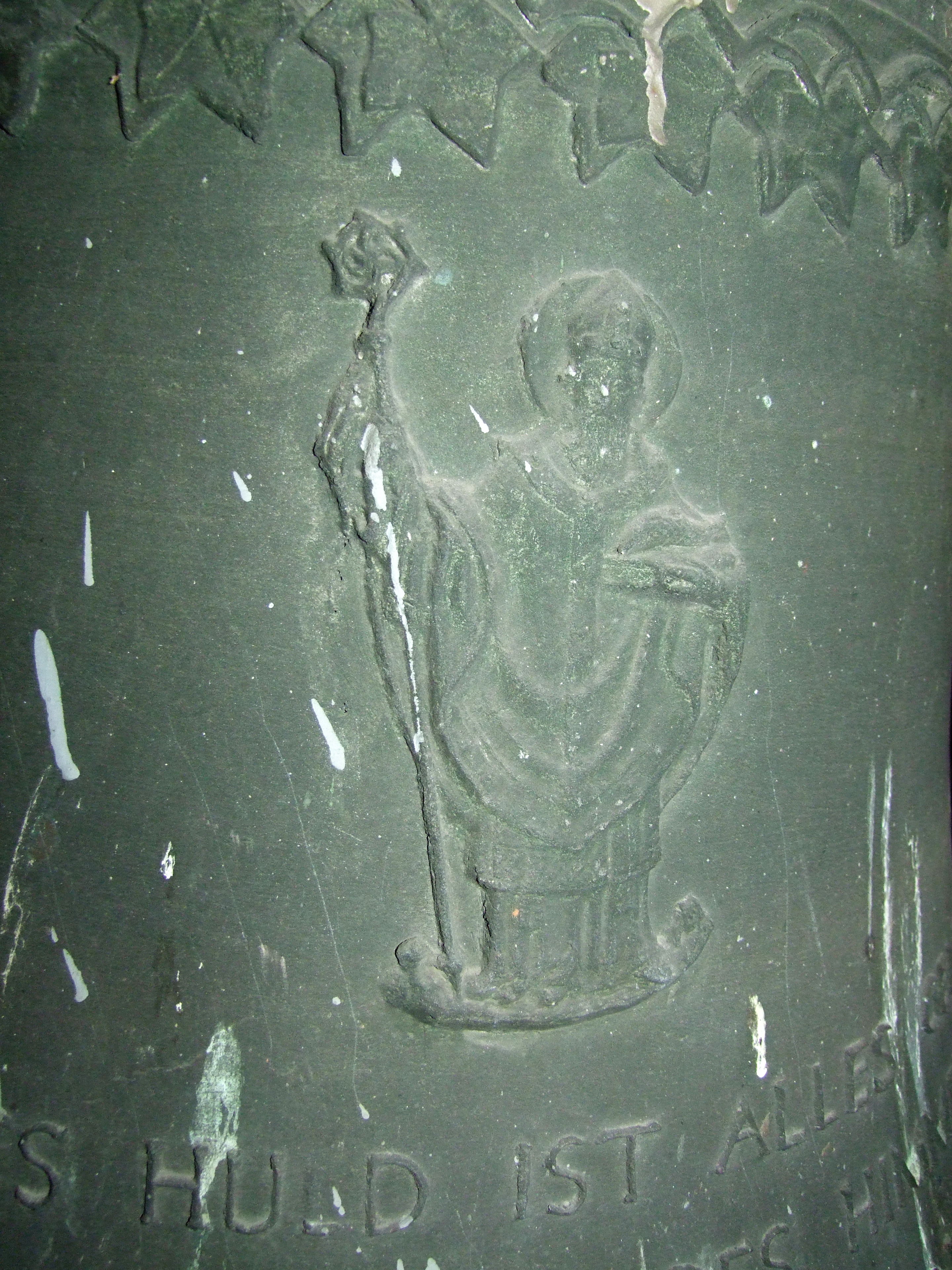
Der Kirchenpatron St. Ulrich auf der Ulrichsglocke

Wann die ersten Glocken im Kirchturm aufgehängt wurden, ist nicht bekannt. Am 5. August 1900 fand eine Glockenweihe statt. Im Ersten Weltkrieg mussten diese Glocken 1916 für Rüstungszwecke abgeliefert werden. Am 2. Juli 1922 fand die Weihe der von der Firma Georg Wolfart aus Lauingen gegossenen Glocken statt. Sie kosteten 243.328 Mark:
| Name      | Ton | Gewicht | Text                        |
| --------- | --- | ------- | --------------------------- |
| 1. Glocke | es  | 1124 kg | durch die Männer            |
| 2. Glocke | g   | 538 kg  | durch die Jünglinge         |
| 3. Glocke | b   | 343 kg  | durch die Jungfrauen/Frauen |
| 4. Glocke | c   | 254 kg  | durch die Kinder            |

Diese Glocken mussten im Zweiten Weltkrieg wiederum abgeliefert werden und wurden eingeschmolzen. Lediglich die vier Klöppel sind erhalten geblieben und erinnern an der Westseite der Kirchhofmauer an das Geläut. Im Jahr 1949 wurden vier neue Glocken der Firma Engelbert Gebhard aus Kempten vom Ottobeurer Abt Vitalis Maier geweiht:
| Name            | Bild            | Ton | Text |
| --------------- | --------------- | --- | --- |
| Hosanna         | Hosanna         | e   | HOSANNA LÄUT ICH. VON NAH U. FERN KOMMT U. HEILIGT DEN TAG DES HERRN MEISTER GEBHART GOSS IN KEMPTEN UNS VIER SEIT 1949 HÄNGEN WIR HIER                                                      |
| Ulrichsglocke   | Ulrichsglocke   | g   | IN GOTTES HULD IST ALLES GELEGEN. ST. ULRICH ERBITT UNS DES HIMMELS SEGEN! MEIN LÄUTEN BRINGE DEN FRIEDEN DES HERRN. HALT WETTER UND KRIEG VON DER HEIMAT FERN.                              |
| Aveglock        | Aveglock        | b   | MARIA D. MUTTER D. HERRN GEWEIHT RUF ZUM GEBET ICH ALLEZEIT FALT FROMM DIE HÄNDE UNTERDESS KOMM AUCH AM WERKTAG ZUR HL. MESS.                                                                |
| Seelenglöcklein | Seelenglöcklein | c   | GEFSTIFTET 1922 V. STETTER-DIRR. NEUGEGOSSEN 1949 ALS TAUF- U. TOTENGLOCKE GESTELLT – MAHNE ICH DIE VERGESSLICHE WELT. AUF ERDEN WÄHRT ALLES NUR KURZE ZEIT. O MENSCH, DENK AN DIE EWIGKEIT! |

## Friedhof

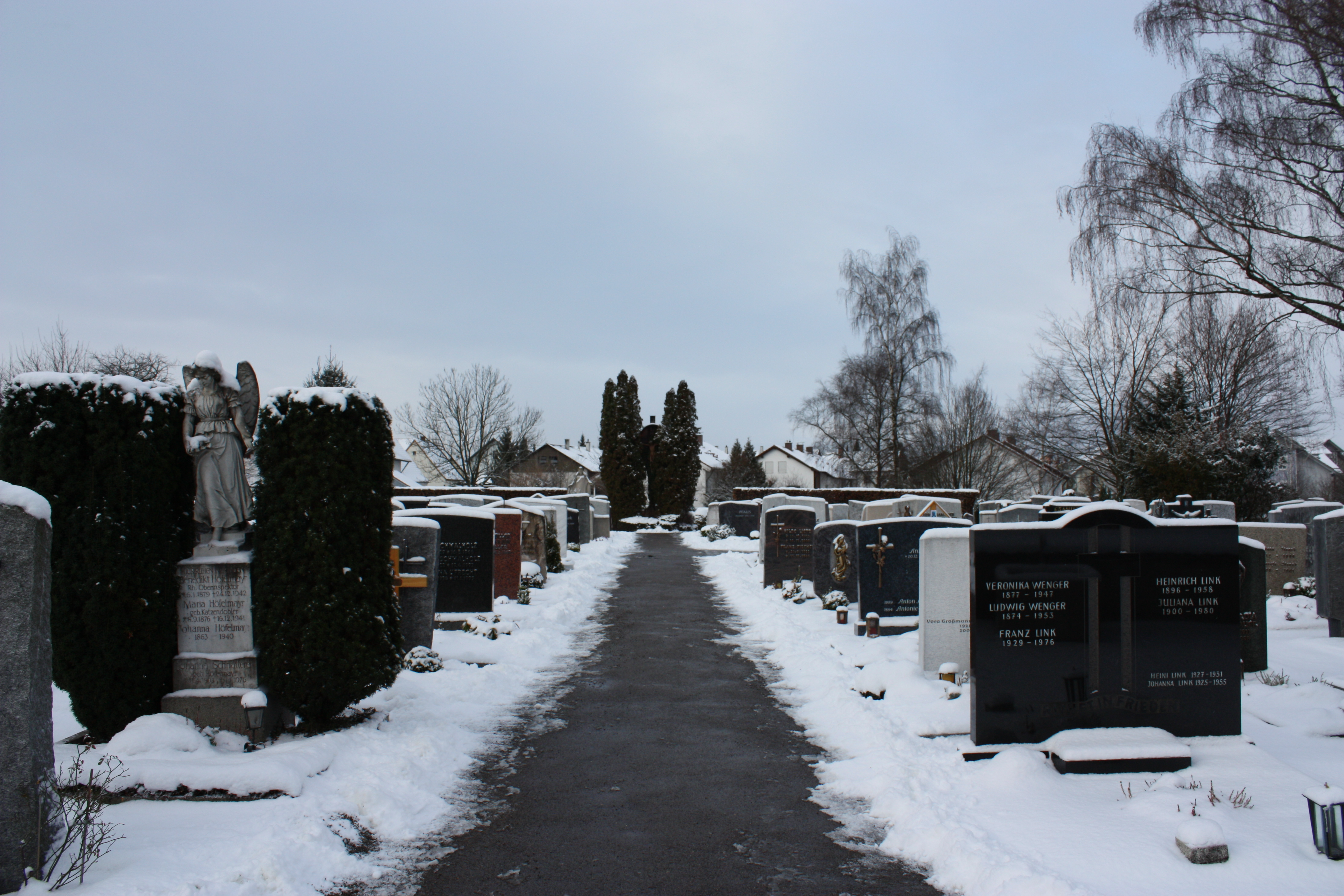
Blick auf den Friedhof nördlich der Kirche

Die Verstorbenen wurden traditionell um die Kirche beigesetzt. Im Jahre 1870 entschloss sich die Gemeinde, für den zu klein gewordenen Friedhof nördlich der Kirche einen neuen auf einer vom Besitzer des angrenzenden Hofes gestifteten Wiese anzulegen. Erst nach dem Ersten Weltkrieg verschwanden die letzten Gräber an der Kirche. Einige in der westlichen Kirchhofmauer eingelassene Epitaphien erinnern an den früheren Gottesacker. Zwischen ihnen wurde ein Kriegerdenkmal errichtet. Bis 1989 waren an der östlichen Außenwand der Kirche vier Grabplatten angebracht:
- Anna Reichlin von Meldegg, gestorben 1575, Sandsteinplatte mit dem Wappen derer von Meldegg.
- Sebastian von Berwang zu Ysenburg (Eisenburg), gestorben 1536. Das Sandsteinrelief trug ein Kreuz mit der heiligen Maria Magdalena. (Zeichnung)
- Amalia Pflummern auf Eisenburg, gestorben 1829.
- Christoph Sättelin von Eisenburg, Sandsteinplatte mit Wappenrelief. (Zeichnung)

Diese wurden im Zuge der Außenrenovierung von der Kirchenaußenmauer entfernt und neben der alten Leichenhalle eingelagert. Sie weisen alle zum Teil gravierende Verwitterungsschäden auf.
Das noch vorhandene alte Leichenhaus wurde 1922 errichtet. Die erste Erweiterung des neuen Friedhofes fand 1954 statt und wurde an Allerheiligen 1955 mit der Weihe des großen Kreuzes in der Mitte abgeschlossen. Da das alte Leichenhaus zu klein für den stark wachsenden Ort geworden war, begannen Anfang der 1970er-Jahre die Planungen für eine neue Aussegnungshalle. Durch die Eingemeindung Amendingens nach Memmingen wurde das Vorhaben zurückgestellt. Erst 1977 wurde nach langen Verhandlungen mit der Stadt Memmingen auf dem Friedhof die neue Leichenhalle für 300.000 Deutsche Mark gebaut und am 19. Februar 1978 eingeweiht. Gestiftet wurde das Geld von der Flurbereinigungsgenossenschaft Amendingen.